# Dischidodactylus colonnelloi
Dischidodactylus colonnelloi är en groddjursart som beskrevs av Jose Ayarzagüena 1985. Dischidodactylus colonnelloi ingår i släktet Dischidodactylus och familjen Strabomantidae. IUCN kategoriserar arten globalt som otillräckligt studerad. Inga underarter finns listade i Catalogue of Life.